# غيل البويردة (دوعن)
'

تعديل مصدري - تعديل

غيل البويردة هي إحدى قرى عزلة صيف بمديرية دوعن التابعة لمحافظة حضرموت، بلغ تعداد سكانها 23 نسمة حسب تعداد اليمن لعام 2004.